# Chřadnutí hrušně
Chřadnutí hrušně je choroba způsobená bakterií, fytoplazmou Candidatus Phytoplasma pyri (Seemüller & Schneider, 2004) z čeledě Acholeplasmataceae , která je známa i pod synonymem Pear decline phytoplasma. Fytoplazma způsobující chřadnutí hrušně je karanténním škodlivým organismem na území EU.  Označení EPPO: PHYPPY.

## Zeměpisné rozšíření
Choroba je rozšířena v Africe (Libye), Austrálii (Victoria) a Severní Americe (Kanada: Britská Kolumbie; USA: Connecticut, Kalifornie, Oregon a Washington).

### Výskyt v Evropě
V evropských zemích se původce choroby vyskytuje v Albánii, Bosně a Hercegovině, České republice, Francii, Chorvatsku, Itálii, Maďarsku, Moldavsku, Německu, Nizozemsku, Polsku, Rakousku, Řecku, Slovensku, Slovinsku, Srbsku, Španělsku, Švýcarsku a Velké Británii (Anglie). 

### Výskyt v Česku
Státní rostlinolékařská správa v České republice dosud úředně potvrdila výskyt původce choroby v zahradách, silničních stromořadích, pokusných výsadbách, extenzivních a intenzivních sadech v obvodech Břeclav, Děčín, Kroměříž, Litoměřice, Opava, Pardubice, Prostějov a Znojmo. 
Na jižní Moravě byly v intenzivních sadech a pokusných výsadbách napadeny odrůdy hrušně obecné Boscova lahvice, Konference, Williamsova, podnože OHF 333, odrůda hrušně hruškolisté Hosui a podnože kdouloní, původem z Německa a Rakouska. Fytoplazma chřadnutí hrušně je ale pravděpodobně rozšířena na větším území než je výše uvedeno. K dalšímu zavlékání přispívá i nákup zahraničního infikovaného rostlinného materiálu. Na Moravě, v okolí Brna jsou popisovány odborníkem nepotvrzené případy nově vysazených napadených dřevin, zakoupených u registrovaného prodejce, se stejnými příznaky podobnými chřadnutí hrušně. 

## Hostitel
Hlavními hostiteli fytoplazmy chřadnutí hrušně jsou hrušně (Pyrus). Příležitostně také kdouloně (Cydonia) a hrušně štěpované na podnože kdouloní. Hrušně rostoucí na podnožích hrušně hruškolisté (Pyrus pyrifolia) a hrušně ussurijské (Pyrus ussuriensis), jsou náchylné k odumírání, tzn. rychlému chřadnutí. Tolerantní podnože hrušně břízolisté (Pyrus betulifolia), hrušně Calleriova (Pyrus calleryana), hrušně obecné (Pyrus communis) a kdouloně obecné (Cydonia oblonga), jsou častěji postihovány pozvolným slábnutím, tzn. pomalým chřadnutím. I když se v zemích Evropské a středozemní organizace pro ochranu rostlin (European and Mediterranean Plant Protection Organization, EPPO) hrušně běžně pěstují, nejsou náchylné štěpy (očka, popřípadě rouby) a podnože na rozdíl od například USA široce využívány. Výjimkou jsou štěpy hrušně hruškolisté, jejíž ovoce (naši) je v současnosti velmi oblíbené. Prostřednictvím hmyzích přenašečů byla fytoplazma také experimentálně přenesena na bylinného hostitele barvínkovec růžový (Catharanthus roseus). 

## Biologie
Fytoplazma chřadnutí hrušně je prokaryotický organismus bez pevné buněčné stěny, obalený pouze pružnou jednotkovou plazmatickou membránou. V napadených rostlinách osídluje jen floém (sítkovice). 
Za nízkých teplot v zimním období pletivo floému degraduje a fytoplazmy mizí ze vzdušných částí rostlin. Přežívají v kořenech rostlin rostoucích na podnožích hrušní a odtud na jaře znovu osídlují celou rostlinu (rekolonizace). Kořenový systém podnoží kdouloní není tak snadno osídlován a v chladném létě může dojít i k ozdravění rostlin (remise). U specifické kombinace štěpu a podnože fytoplazmy v místě štěpování postupně přeruší sítkovice, které kolabují za vzniku nekróz. To má za následek omezení transportu živin ke kořenům. Nad místem štěpování se sice asimiláty (cukry) hromadí a ukládají ve formě škrobu, kořeny však odumírají nedostatkem výživy. Předčasné červenání listů je způsobeno právě touto akumulací cukrů v horní části rostliny. Poškození kořenového systému vede k postupnému odumírání rostliny a vážnějším příznakům choroby, které se projeví v následujícím vegetačním období.

## Způsoby šíření
Přenáší se a šíří hmyzími přenašeči (vektory), vegetativním rozmnožováním (štěpy a podnože) a rostlinami určenými k pěstování. Přenos fytoplazmy přenašečem byl zjištěn u mer (Psyllidae) škodících na hrušních, tzn. mery hrušňové (Cacopsylla pyricola), mery ovocné (Cacopsylla pyrisuga) a mery skvrnité (Cacopsylla pyri). 
Hlavním přenašečem v Severní Americe a Velké Británii je mera hrušňová. V Evropě i České republice je to mera skvrnitá. Mera ovocná je na našem území škůdcem méně významným a mera hrušňová se vyskytuje pouze ojediněle. Přenos merami se uskutečňuje perzistentním způsobem, vyznačujícím se obdobím akvizičního sání (hodiny až dny), přítomností latentní periody (týdny) a inokulačním obdobím (dny až týdny). Mery se infikují při sání asimilátů z pupenů, letorostů a mladých listů. Infekčnost mer může přetrvávat po celý život a vzrůstá během vegetačního období. Maxima dosahuje zpravidla na podzim u poslední přezimující generace. Dospělci mer obvykle přezimují v hrušňových výsadbách, část populace ale migruje do zimovišť v jejich okolí. Chřadnutí hrušně je epidemickou chorobou. Pokud nastanou vhodné podmínky pro přenašeče, šíří se rychle a plošně. 
Fytoplazma je přenášena i štěpováním, přičemž stáří a odrůda rostlin na přenos nemají vliv. V závislosti na termínu odběru štěpů a štěpování (březen až duben), se počet infikovaných rostlin pohybuje mezi 33 až 50 %. Přenos je ale málo pravděpodobný, jestliže jsou používány podnože kdouloní. V klimatických podmínkách střední Evropy dochází u původce choroby k výrazným sezónním změnám.

## Příznaky
Napadené rostliny vykazují příznaky choroby nebo jsou při latentní infekci bezpříznakové. 
U příznakových rostlin lze rozlišit dva typy chřadnutí, rychlé a pomalé. Stupeň jejich projevu je podmíněn náchylností podnože, vitalitou rostlin, populační hustotou mer a pěstitelskými zásahy. Obzvláště ale úrovní prováděné ochrany proti merám. Hlavními příznaky choroby jsou předčasné nebo náhlé změny barvy listů. Rychlým chřadnutím jsou postihovány rostliny s náchylnými podnožemi. Vyznačuje se rychlým vadnutím listů, které tmavnou a usychají (úžeh, černají). Také plody vadnou a zastavuje se jejich vývoj. Pokud je floém v místě štěpování poškozen, kořeny ve vegetačním období trpí nedostatkem výživy a rostliny hynou v létě nebo na podzim během několika dnů až týdnů. Častěji při stresech způsobených horkým, suchým počasím a houbovými chorobami, působícími převážně na kořeny (Phytophthora nebo Pythium). 
Pomalé chřadnutí lze zaznamenat na rostlinách s tolerantními podnožemi. Příznaky se mohou lišit v závislosti na odrůdě, podnoži, stáří a stanovišti rostlin. Objevují se na jaře nebo pozdním létě, a to s kolísající intenzitou v jednotlivých letech. Při silném výskytu mer a jiných stresech se zhoršují. Některé rostliny se vzpamatují, jiné postupně ztrácí vitalitu a hynou během několika měsíců až let. U napadených rostlin dochází k redukci až zástavě apikálního růstu. Nové výhony se nevytváří nebo jsou velmi krátké. Olistění je řidší, listy jsou chlorotické, zmenšené, kožovité a svinují se od špičky k hlavní žilce. Na podzim abnormálně červenají a předčasně opadávají . V časné fázi napadení fytoplazmou je kvetení plné, později se vytváří méně květů. Násada plodů je nižší a plody nedosahují běžné velikosti. Redukcí růstu vznikají na výhonech trsy listů a odumírá většina drobných bočních kořenů. Odumírají i větve s příznaky napadení nebo celé rostliny. U rychlého i pomalého chřadnutí je možné nalézt po odstranění kůry (kambium) v místě štěpování nebo pod ním viditelný hnědý pruh a vertikální vlnité vyvýšeniny (nekrotické linie). V průběhu vegetačního období se toto zbarvení může ztrácet. 

## Detekce a identifikace
Diagnóza fytoplazmy chřadnutí hrušně vyžaduje laboratorní testování, protože uvedené příznaky choroby mohou být způsobeny i jinými činiteli. Například inkompatibilitou štěpu a podnože, napadením houbovými nebo virovými chorobami, půdní reakcí (pH), nevhodným vodním režimem, nesprávnou výživou, poškozením mrazem a suchem. Mezi detekční metody používané ke zjištění přítomnosti fytoplazem patří fluorescenční mikroskopie. Tenké řezy připravené ze vzorků se barví DNA fluorochromem DAPI a prohlíží ve fluorescenčním mikroskopu. Vzorky se odebírají z kořenů nebo dvouletých výhonů. Nejlepší výsledky jsou obvykle získávány z kořenů rostlin, ve kterých je populace fytoplazem méně vystavena sezónním výkyvům. Další metodou je biologický test na indikátorových rostlinách odrůdy 'Doyenné du Comice' hrušně obecné nebo Pyronia veitchii (syn. Cydonia veitchii). 
Metodou, kterou lze spolehlivě detekovat a identifikovat fytoplazmu v rostlinách i přenašečích je polymerázová řetězová reakce (PCR) a následná analýza polymorfismu délky restrikčních fragmentů (RFLP). 

## Význam
Ekonomické ztráty vznikají ve všech zemích EPPO, ve kterých se fytoplazma chřadnutí hrušně vyskytuje. Příznaky choroby lze nalézt v intenzivních a extenzivních sadech i školkách (například Itálie, Maďarsko, Německo, Nizozemsko, Rakousko a Španělsko). V jižní a střední Evropě se odhady rozsahu škod pohybují od nízkých po významné. Ztráty jsou způsobeny zejména rychlým chřadnutím napadených rostlin v sadech a sníženou produkcí plodů menší velikosti. V zemích, ve kterých převládá využívání podnoží kdouloní, je ekonomický dopad a riziko šíření choroby nízké. V klimatických podmínkách Nizozemska jsou tyto podnože prakticky rezistentní. 
Fytoplazma je v současnosti považována jen za jeden z mnoha negativních faktorů při pěstování hrušní, který nemá ekonomický dopad na produkci ovoce v ČR. Obdobné selhání podnoží kdouloní jako v Itálii a Maďarsku ovšem může význam choroby zcela změnit. Zejména pak v intenzivních hrušňových sadech se silným, dlouhodobým výskytem přenašečů a nezvládnutou ochranou.

## Ochrana rostlin
Ochrana proti fytoplazmě chřadnutí hrušně spočívá v likvidaci napadených rostlin, používání tolerantního rostlinného materiálu, chemické regulaci přenašečů, podpoře jejich přirozených nepřátel a pěstování rostlin ve vhodných pěstebních podmínkách. 

### Prevence
Nejvýznamnější ochranou proti chorobě jsou fytoplazmy prosté tolerantní štěpy a podnože. Využívání zdravých matečných rostlin zabraňuje dalšímu šíření a vzniku hospodářských škod. Šíření na velké vzdálenosti je nejvíce přisuzováno infikovanému rozmnožovacího materiálu. V chladnějších klimatických podmínkách fytoplazmu značně potlačují podnože kdouloní. 

### Chemická ochrana
Chemická ochrana proti merám je obtížná a není spolehlivě účinná. U mer snadno vzniká rezistence k různým typům insekticidů, což může vést až k selhání této ochrany, ke zhoršení kondice rostlin a příznaků choroby. Přesto je možné i v oblastech s jejich silným výskytem redukovat projevy choroby cíleným insekticidním ošetřováním. Případnou aplikaci olejových přípravků nebo preparátů na bázi kaolinu je třeba provádět podle odpočtu vajíček (únor až březen). Obměňované, nejlépe selektivní ovilarvicidy a larvicidy se následně aplikují podle přesné signalizace líhnutí larev (nymfy) první a druhé generace z vajíček. 

### Biologický boj
Velmi důležité je využití regulačních schopností přirozených nepřátel mer, dravých ploštic hladěnek (Anthocoris a Orius), slunéček (Coccinellidae), zlatooček (Chrysopidae), škvora obecného (Forficula auricularia), pavouků (Araneae) a parazitické vosičky poskočilky (Trechnites psyllae), používáním selektivních insekticidů. Podobně jako je tomu v extenzivních výsadbách hrušní a zahradách, ve kterých mery nepůsobí významné škody, protože jsou účinně regulovány uvedenými predátory a parazitoidy. Významná je i podpora osídlení hladěnek a slunéček výsevem kukuřice (Zea mays) a slunečnice (Helianthus annuus) v blízkosti sadů. 

### Agrotechnická opatření
Samozřejmostí je udržování dobré kondice rostlin eliminací stresů způsobených nedostatečnou závlahou, nedostatkem živin, konkurencí plevelů, nevhodným řezem, chorobami a škůdci. V zemích, ve kterých převládá využívání podnoží kdouloní, je ekonomický dopad a riziko šíření choroby nízké. V klimatických podmínkách Nizozemska jsou tyto podnože prakticky rezistentní. Jejich používání při produkci výpěstků hrušní značně snižuje riziko šíření fytoplazmy rozmnožovacím materiálem. Odlišná situace je například v Itálii, kde je možné nalézt příznaky choroby na odrůdách Abate Fetel a Konference, naštěpovaných na podnože kdouloní A, BA29 a C. I v Maďarsku bylo v roce 2005 zaznamenáno silné napadení odrůd Abate Fetel, Konference a Williamsova na podnožích kdouloní BA29 a C, v několika intenzivních hrušňových sadech ve stáří čtyř až pěti let. 
Uvedené podnože zde byly přitom pokládány k chorobě za dostatečně tolerantní. V intenzivních sadech dokonce došlo k významnějším hospodářským škodám než ve starých hrušňových sadech s podnožemi hrušně obecné. Vznik nových ohnisek výskytu choroby tedy s největší pravděpodobností souvisel s původně napadeným rozmnožovacím materiálem, popřípadě selekcí rezistentních populací mer k používaným insekticidům.

## Fytosanitární opatření
K dalšímu zavlékání choroby přispívá i nákup zahraničního infikovaného rostlinného materiálu. Velmi rizikové jsou země s širokým rozšířením choroby. U rostlinného materiálu uváděného na trh nelze bez povinného úředního testování zajistit absenci původce choroby a vyloučit latentní infekci. Hrušňové sady se bez provádění účinné ochrany proti merám později stávají významným rezervoárem choroby, která se šíří do okolí migrací dospělců. Fytoplazma je v současnosti považována jen za jeden z mnoha negativních faktorů při pěstování hrušní, který nemá ekonomický dopad na produkci ovoce. Obdobné selhání podnoží kdouloní jako v Itálii a Maďarsku ovšem může význam choroby zcela změnit. Zejména pak v intenzivních hrušňových sadech se silným, dlouhodobým výskytem přenašečů a nezvládnutou ochranou.
Podle zákona č. 326/2004 Sb., o rostlinolékařské péči a o změně některých souvisejících zákonů, ve znění pozdějších předpisů, a vyhlášky č. 215/2008 Sb., o opatřeních proti zavlékání a rozšiřování škodlivých organismů rostlin a rostlinných produktů, je fytoplazma chřadnutí hrušně škodlivým organismem, vyskytujícím se a závažným v celém Společenství. Jeho zavlékání a rozšiřování na území Společenství je zakázáno. Vztahuje se na něj i ohlašovací povinnost. Při dovozu rostlin hrušní a kdouloní určených k pěstování, s výjimkou osiva, na území Společenství z jiných než členských států Evropské unie (ze třetích zemí) s výskytem fytoplazmy, je nutné splnit zvláštní požadavky. Z místa produkce a z jeho bezprostředního okolí proto musí být v průběhu posledních třech ukončených vegetačních období odstraňovány rostliny, u kterých byly pozorovány příznaky vzbuzující podezření na fytoplazmu chřadnutí hrušně. Při přemísťování uvedených rostlin na území Společenství původem ze Společenství (z druhých zemí), jsou požadavky stejné jako u dovozu, nebo tyto rostliny musí pocházet z oblastí prostých fytoplazmy.